# نيكول كاريغنان
نيكول كاريغنان هي ملحنة كندية، ولدت في 1952.